# Lokomobila

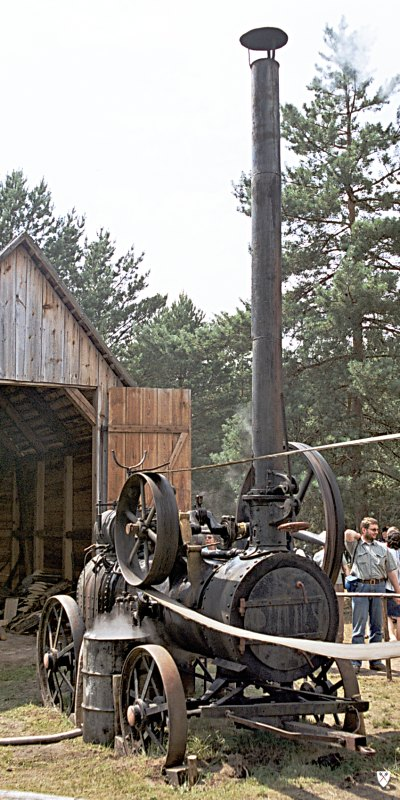
Lokomobila przewoźna w czasie pracy Wdzydze 18 lipca 2004 r.

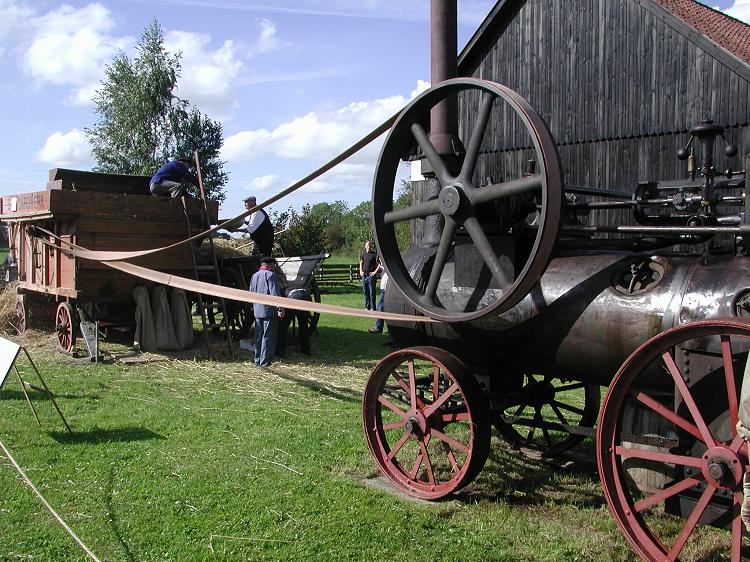
Lokomobila napędzająca młockarnię

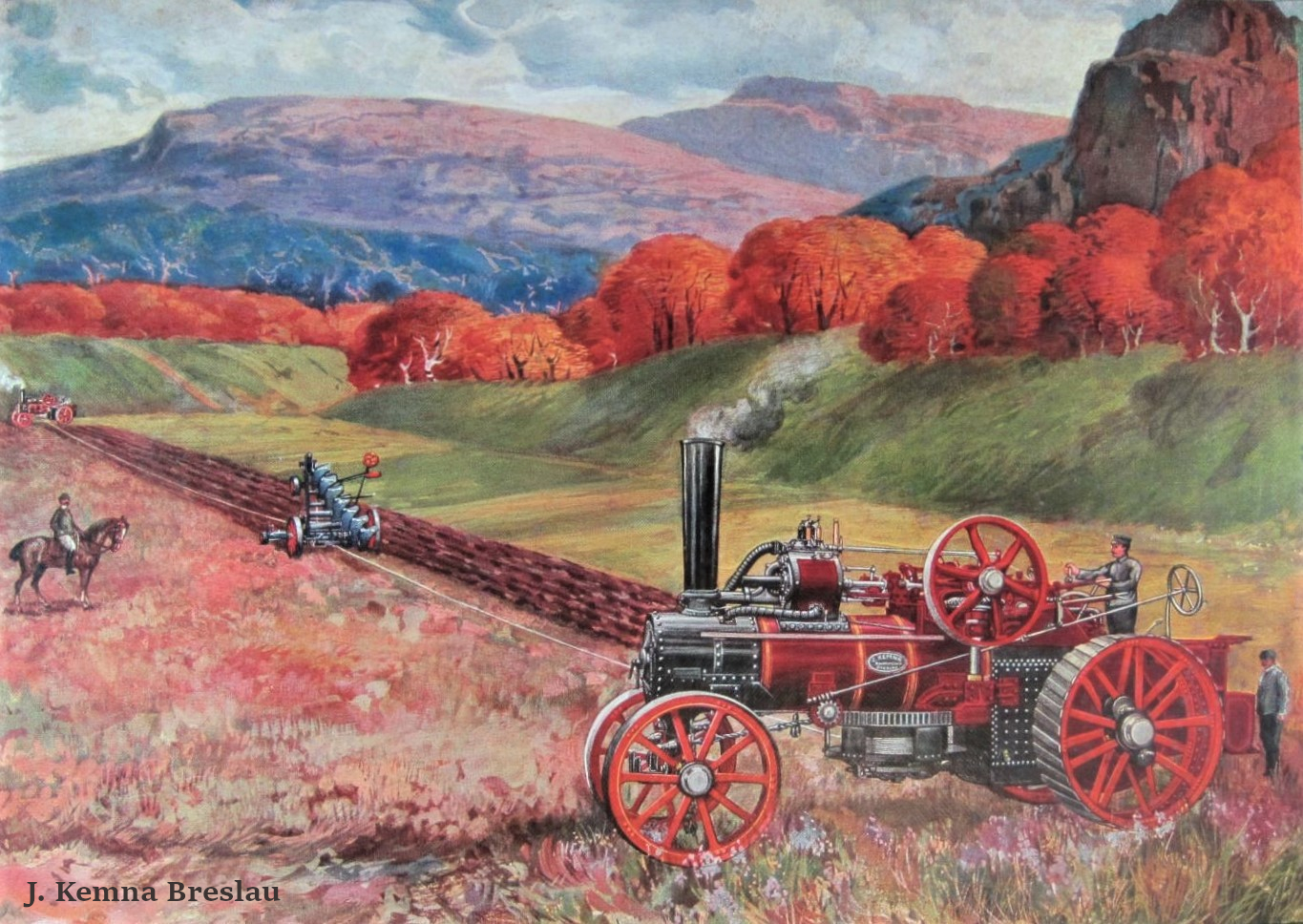
Pług przeciągany liną między lokomobilami w czasie orki

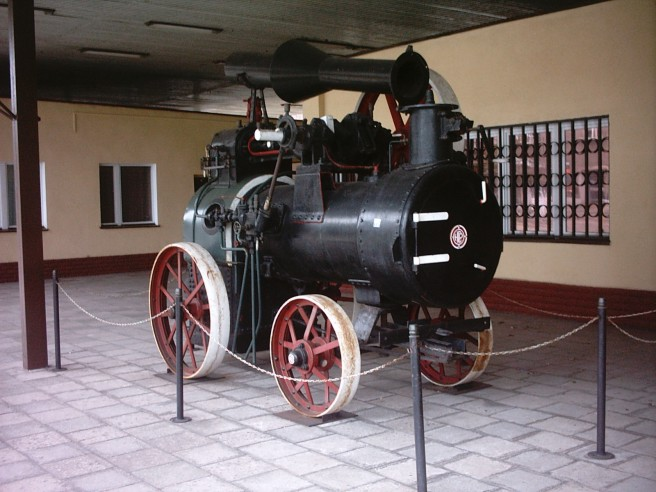
Lokomobila wyprodukowana w HCP

Lokomobila (z łac. locus mobilis) – początkowo był to przewoźny zespół napędowy, zawierający: kocioł parowy, maszynę parową i urządzenie transmisyjne (np. koło pasowe), konstrukcyjnie zbliżony do małego parowozu, ale bez własnego napędu. W miarę rozwoju konstrukcji dodawano przymiotniki uściślające, ale zawsze był to zespół napędowy stanowiący zwartą całość w przeciwieństwie do siłowni z wydzielonym kotłem i silnikiem. Przeważnie silnik parowy był mocowany na kotle, rzadziej do jego boku.
Szeroko stosowana w XIX i na początku XX wieku do napędu: małych zakładów, maszyn rolniczych w folwarkach, pomp itd. Zastąpiona silnikiem spalinowym i elektrycznym. Często dodatkowo dostarczały parę odlotową do ogrzewania i gorącą wodę, a w późniejszym czasie wyposażone w prądnicę były lokalną elektrownią.

## Historia
Pierwszą lokomobilę wykorzystaną praktycznie prawdopodobnie zbudował w 1805 O. Evans. Z połączenia lekkiej lokomobili i pompy w 1829 roku powstała sikawka parowa.
W późniejszym czasie produkowane były lokomobile benzynowe posiadające na czterokołowym podwoziu prosty silnik spalinowy zamiast maszyny parowej.
Wraz z rozwojem konstrukcji silników spalinowych i ich miniaturyzacją, lokomobile spalinowe przekształciły się w proste i niewielkie silniki zwane patataj.
Na przełomie XIX i XX wieku powstały rzadko spotykane lokomobile turbinowe z turbiną parową, przekształcone stopniowo w blok energetyczny.
Oprócz lokomobil przewoźnych (na kołach bez napędu) budowane były lokomobile stałe pozbawione kół i ustawione na stałym fundamencie.
W celu ułatwienia ich transportu zaczęto stosować lokomobile przejezdne, wyposażone w przekładnię pasową napędzającą koła. Były to ciężkie maszyny zdolne jedynie do sporadycznego przemieszczania się o własnych siłach. Np. przy orce stały nieruchomo, a pług przeciągały liną. Późniejsze, lżejsze ich odmiany wyposażone w układ kierowniczy były stosowane do ciągnięcia pojazdów. Z nich wykształciły się produkowane we Francji i Anglii od lat 30.–40. XIX w. ciągniki parowe nazywane lokomobilą samojezdną. Zaletą parowego napędu pojazdów była nawrotność i duża elastyczność maszyny parowej pozwalająca na rezygnację ze skrzyni biegów.
Ostatnie lokomobile parowe były produkowane seryjnie w latach sześćdziesiątych XX wieku, a niewielkie ilości, głównie małych, są nadal produkowane.

## Budowa
Lokomobile parowe budowane były w różnych wielkościach. Najmniejsze działające zabawki (modele) wielkości pudełka zapałek. Użytkowe od mieszczących się na stole po zajmujące średni budynek, ale najpopularniejsze były lokomobile przewoźne o mocy 5–20 KM wielkości małego samochodu dostawczego łatwe do przemieszczania za pomocą zaprzęgu.
Ponieważ ciężar lokomobili nie odgrywał większej roli, posiadały one większe i cięższe od parowozów kotły lokomobilowe (wersja kotła płomienicowo-płomieniówkowego), przystosowane do spalania kiepskich, często lokalnych paliw jak torf, drewno, trociny. Stosowano proste, jednocylindrowe, nienawrotne maszyny parowe z suwakowym rozrządem mimośrodowym bez kulisy. Pojedyncza pompa zasilająca napędzana była mimośrodem od głównej maszyny parowej. Dzięki temu były tanie w eksploatacji, odporne na błędy obsługi i cenione za wysoką niezawodność.
Polscy producenci: H. Cegielski Towarzystwo Akcyjne
Niemcy Heinrich Lanz (przedsiębiorstwo)
Anglia Clayton & Shuttleworth

## Zachowane
- Muzeum Rolnictwa w Ciechanowcu – największy obecnie zbiór w Polsce udostępniany zwiedzającym. Liczy 10 lokomobil, w tym 9 szt. fabrycznych z lat 1895–1922 oraz jedną lokomobilę skonstruowaną samodzielnie przez polskiego kolekcjonera w 2012 r. W zbiorze jest 7 lokomobil przewoźnych i 3 samojezdne. 8 lokomobil ma przywróconą sprawność techniczną i jest uruchamiana podczas pokazów. Muzeum posiada najstarszą w Polsce, doprowadzoną do sprawności technicznej lokomobilę przewoźną z 1895 r., a także najstarszą sprawną lokomobilę samojezdną z 1910 r.[1] Wykaz posiadanych lokomobil:
  1. Lokomobila Lanz z 1906 r.  – w muzeum od 1970 r.
  2. Lokomobila Lanz z 1913 r. – w muzeum od 1972 r.
  3. Lokomobila Hofherr-Schrantz z 1911 r. – w muzeum od 1974 r.
  4. Lokomobila Hofherr-Schrantz z 1902 r. – w muzeum od 1983 r.
  5. Lokomobila Lanz z 1922 r. – w muzeum od 2009 r.
  6. Lokomobila Wichterle z 1900 r. –  w muzeum od 2011 r.
  7. Lokomobila White z 1910 r.  – w muzeum od 2013 r.
  8. Lokomobila Garrett Smith z 1895 r. – w muzeum od 2014 r.
  9. Lokomobila Frick Eclipse z 1913 r. – w muzeum od 2015 r.
  10. Lokomobila BW z 2012 r. – w muzeum od 2016 r.
  11. Lokomobila Ruston(inne języki) Proctor z 1898 r.[2]
- Zakłady im. Hipolita Cegielskiego w Poznaniu – eksponat przed bramą fabryki
- Muzeum Narodowe Rolnictwa i Przemysłu Rolno-Spożywczego w Szreniawie koło Poznania – kolekcja liczy siedem lokomobil parowych (4 samojezdne, 3 przewoźne) wyprodukowanych w fabrykach polskich, niemieckich i angielskich. W muzeum zobaczyć można dwie lokomobile wyprodukowane w zakładach Hipolita Cegielskiego w Poznaniu (rok produkcji: 1919 i 1924), z których starsza, doprowadzona do sprawności technicznej, uruchamiana jest podczas pokazów, najstarszą w kolekcji lokomobilę przewoźną wyprodukowaną w angielskiej firmie Robey and Co(inne języki). w 1895 roku (uruchamianą podczas pokazów), maszynę wyprodukowaną w zakładach Kemna we Wrocławiu, lokomobilę Lanz oraz zestaw służący do orki, na który składają się dwie lokomobile Heucke z 1913 roku[3].
- Kaszubski Park Etnograficzny im. Teodory i Izydora Gulgowskich we Wdzydzach sprawna, uruchamiana przeważnie raz do roku w lipcu w czasie Jarmarku Wdzyckiego napędza tartak
- Ciechocinek – eksponaty
- Pionki – Skansen Leśnej Kolei Wąskotorowej w Pionkach
- Muzeum Budownictwa Ludowego w Sanoku – eksponat
- Bóbrka – Muzeum Przemysłu Naftowego i Gazowniczego im. Ignacego Łukasiewicza
- Elektrownia Latarni Morskiej Rozewie – lokomobila stała z kotłem Wolfa napędzająca przez małą pędnię sprężarki i prądnice
- GDDKiA Wydział Historii Drogownictwa w Szczucinie Muzeum Drogownictwa
- Muzeum Inżynierii Miejskiej, Kraków; nieeksponowana, marki F. Wichterle
- W Parku Zdrojowym w Konstancinie-Jeziornie ustawiono lokomobilę, która powstała w latach 1905–1906 w zakładach firmy Ransomes, Sims & Jefferies – jednego z największych brytyjskich producentów maszyn rolniczych i urządzeń inżynieryjnych. Najprawdopodobniej została wyprodukowana w fabryce w Ipswich w Anglii. Maszyna pochodzi z dawnego majątku rodziny Potulickich w Oborach. Po II wojnie światowej była eksponowana przed tamtejszym pałacem, w którym mieścił się Dom Pracy Twórczej Związku Literatów Polskich. W 2015 roku lokomobila została kupiona przez gminę Konstancin-Jeziorna i poddana renowacji, którą przeprowadziła lokalna firma AUTO-Service Włodzimierz Cieślak[4].